# 물옥잠
물옥잠(oval-leafed pondweed 또는 heartleaf false pickerelweed)은 물옥잠과의 한해살이풀로 학명은 Monochoria korsakowii이다. 동아시아가 원산지이다.

## 특징
한해살이풀로서 물에서 생활하며 뿌리는 땅에 고착한다. 잎은 심장 모양을 하고 있으며 짙은 녹색으로 반들반들하다. 9-10월경이 되면 지름이 약 3cm 정도인 자색 꽃이 많이 달린다. 주로 늪·못·물가에서 자라며, 거의 한국 각지에 분포하고 있다. 열매는 삭과로 원추상의 난형이며 익으면 늘어진다.